# Campeonato Nacional II Divisão Feminino
O Campeonato Nacional II Divisão Feminino é o segundo escalão feminino de futebol organizado pela Federação Portuguesa de Futebol. Atualmente é disputado em duas séries, série Norte e série Sul, cada série com 8 equipas, num sistema de promoção e despromoção com o Campeonato Nacional e a Terceira Divisão.

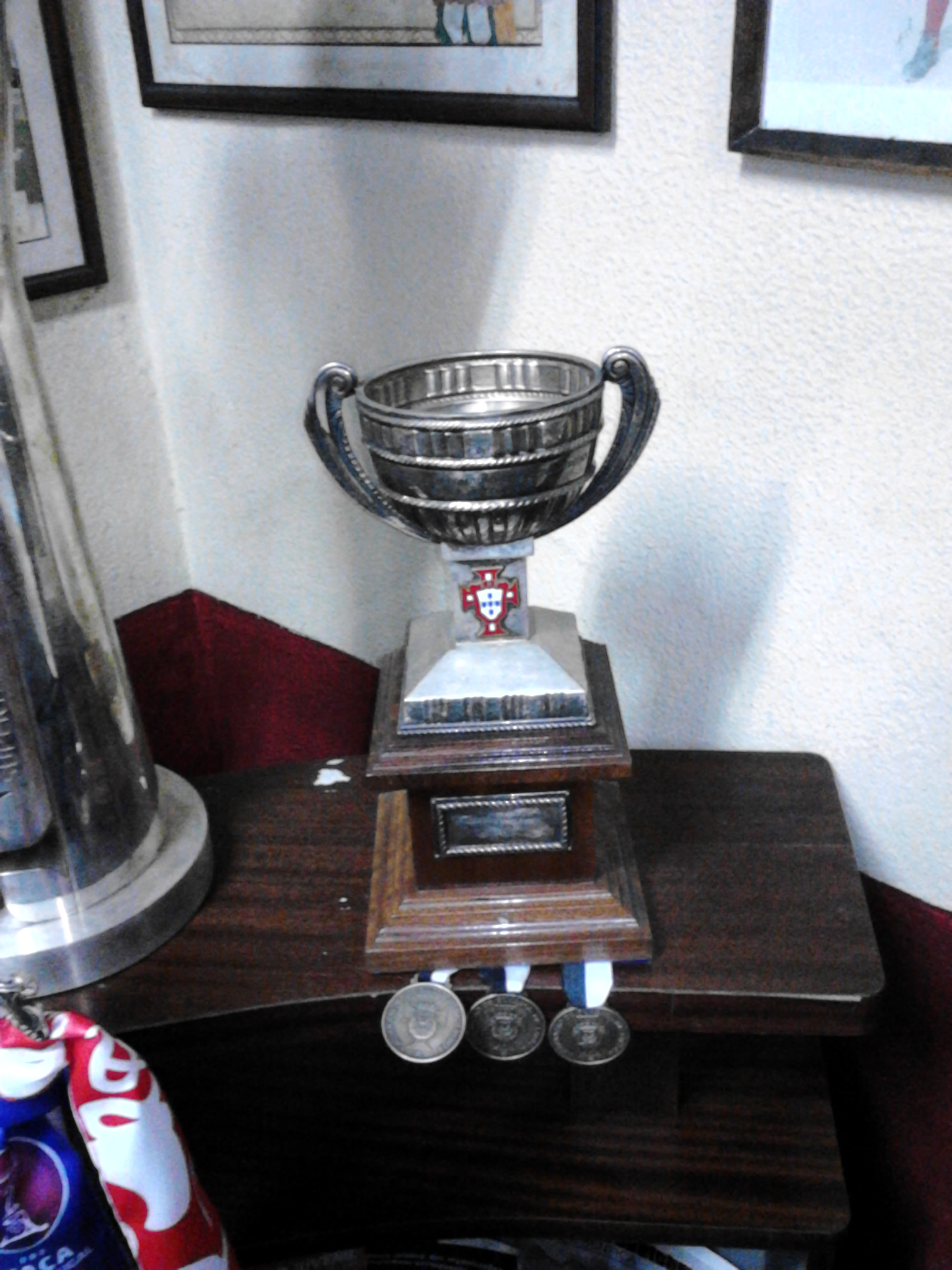
Troféu de Campeão

## História
Em 2005–06, a Segunda Divisão foi criada pela Federação Portuguesa de Futebol, contando até à temporada de 2019–20 com um número ilimitado de equipas divididas por várias séries conforme a localização do clube.
Na época 2020–21, com a criação da Terceira Divisão, a Segunda Divisão foi limitada a duas séries de 8 equipas cada, passando a ter um sistema de despromoção.

## Formato
A Segunda Divisão na época desportiva 2024–25 é disputada por 16 clubes divididos por duas séries: os quatro primeiros clubes de cada série disputam a fase de promoção e os restantes a fase de manutenção. 
Na segunda fase o primeiro qualificado do grupo de subida é diretamente promovido e o segundo disputará o playoff de promoção com o 9.º do Campeonato Nacional. No grupo de descida os quatro últimos colocados são automaticamente despromovidos enquanto que os terceiro e quarto colocados disputam o playoff de despromoção com os segundos colocados dos grupos de promoção da Terceira Divisão.
Equipas B não podem subir pelo que as vagas que foram ocupadas por essas serão atribuídas as clubes classificados nos lugares imediatamente a seguir.
No final da temporada de 2025–26 está prevista uma redução para 12 equipas.

## Campeões
| Campeonato Nacional II Divisão Feminino | Campeonato Nacional II Divisão Feminino                                          | Campeonato Nacional II Divisão Feminino                                          | Campeonato Nacional II Divisão Feminino                                          | Campeonato Nacional II Divisão Feminino                                          |
| Época                                   | Campeão                                                                          | Vice-Campeão                                                                     | 3º lugar                                                                         | 4º lugar                                                                         |
| --------------------------------------- | -------------------------------------------------------------------------------- | -------------------------------------------------------------------------------- | -------------------------------------------------------------------------------- | -------------------------------------------------------------------------------- |
| 2024–25                                 | Vitória SC                                                                       | SL Benfica B                                                                     | Rio Ave                                                                          | SC Braga B                                                                       |
| 2023–24                                 | SL Benfica B                                                                     | Sporting CP B                                                                    | Estoril Praia                                                                    | Amora FC                                                                         |
| 2022–23                                 | Racing Power FC                                                                  | SL Benfica B                                                                     | Gil Vicente                                                                      | Fut. Benfica                                                                     |
| 2021–22                                 | SF Damaiense                                                                     | Fut. Benfica                                                                     | Racing Power FC                                                                  | Sporting CP B                                                                    |
| 2020–21                                 | Sporting CP B                                                                    | Vilaverdense FC                                                                  |                                                                                  |                                                                                  |
| 2019–20                                 | Campeonato interrompido devido à Pandemia de COVID-19 sem declaração de campeão. | Campeonato interrompido devido à Pandemia de COVID-19 sem declaração de campeão. | Campeonato interrompido devido à Pandemia de COVID-19 sem declaração de campeão. | Campeonato interrompido devido à Pandemia de COVID-19 sem declaração de campeão. |
| 2018–19                                 | SL Benfica                                                                       | SC Braga B                                                                       |                                                                                  |                                                                                  |
| 2017–18                                 | CS Marítimo                                                                      | Ovarense                                                                         |                                                                                  |                                                                                  |
| 2016–17                                 | Quintajense                                                                      | União Rec Cadima                                                                 |                                                                                  |                                                                                  |
| 2015–16                                 | CAC Pontinha                                                                     | União Ferreirense                                                                | Vila FC                                                                          | Casa Povo Martim                                                                 |
| 2014–15                                 | Viseu 2001 ADSC                                                                  | União Rec Cadima                                                                 | CF Os Belenenses                                                                 | CS Bonitos Amorim                                                                |
| 2013–14                                 | Leixões SC                                                                       | Fundação Laura Santos                                                            | Viseu 2001 ADSC                                                                  | CAC Pontinha                                                                     |
| 2012–13                                 | GD A-Dos-Francos                                                                 | Valadares Gaia FC                                                                | Viseu 2001 ADSC                                                                  | SC Freamunde                                                                     |
| 2011–12                                 | CA Ouriense                                                                      | Fundação Laura Santos                                                            | SC Salgueiros 08                                                                 | FC Cesarense                                                                     |
| 2010–11                                 | Casa Povo Martim                                                                 | Esc. Fut. Fem. Setúbal                                                           | CD Feirense                                                                      | Fundação Laura Santos                                                            |
| 2009–10                                 | Futebol Benfica                                                                  | Vilaverdense FC                                                                  | CD Feirense                                                                      | Fundação Laura Santos                                                            |
| 2008–09                                 | Odivelas FC                                                                      | União Rec Cadima                                                                 | UD Oliveirense                                                                   | Clube Albergaria Mazel                                                           |
| 2007–08                                 | Beira-Mar Almada                                                                 |                                                                                  |                                                                                  |                                                                                  |
| 2006–07                                 | Odivelas FC                                                                      |                                                                                  |                                                                                  |                                                                                  |
| 2005–06                                 | Fonte Boa                                                                        |                                                                                  |                                                                                  |                                                                                  |